# フェリクス5世 (対立教皇)

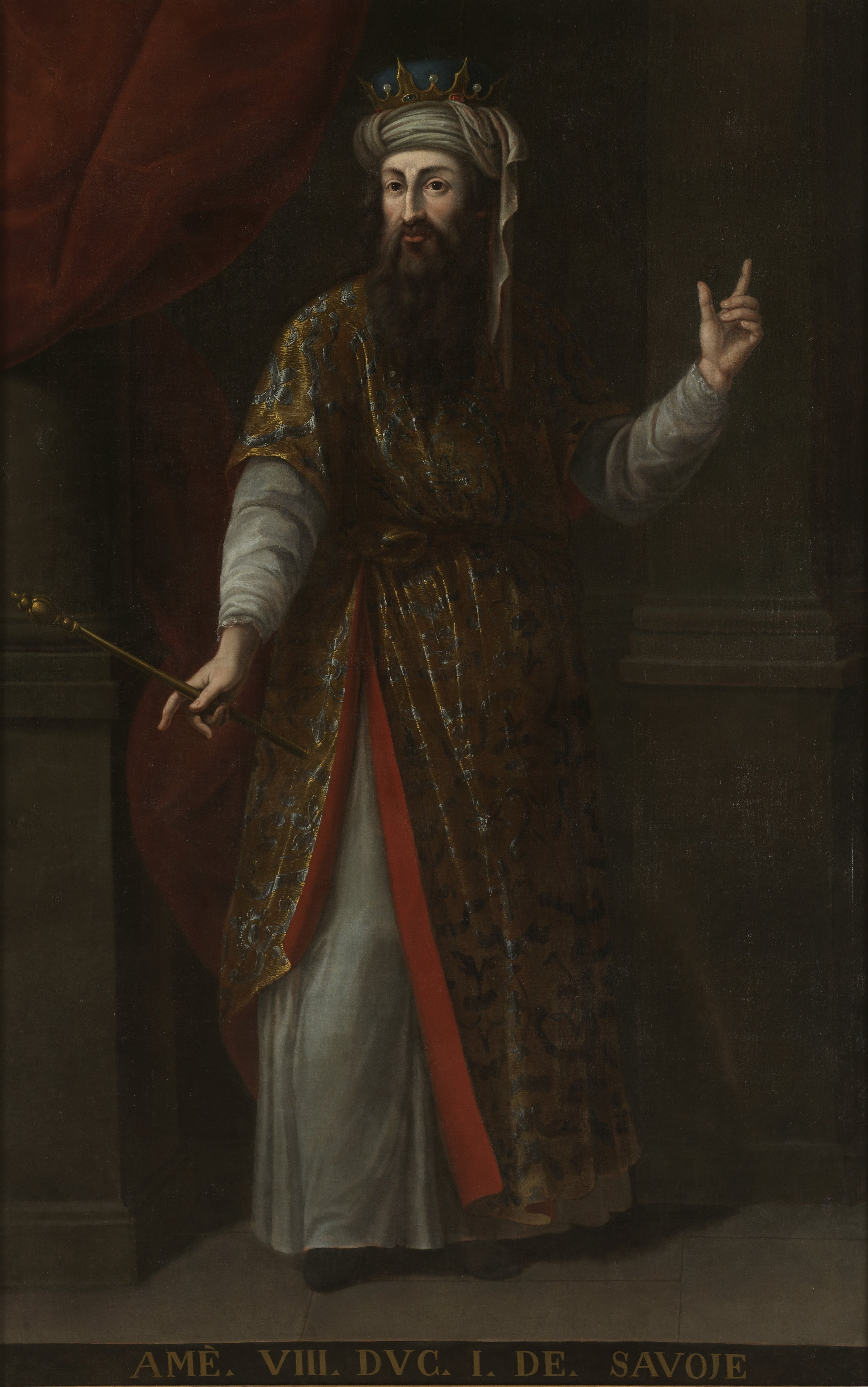
サヴォイア公 アメデーオ8世

フェリクス5世（Felix V, 1383年9月4日 - 1451年1月7日）は、歴史上最後の対立教皇（在位：1439年11月5日 - 1449年4月7日）。フェリーチェ5世（Felice V）とも。
サヴォイア家当主アメデーオ8世・ディ・サヴォイア（Amedeo VIII di Savoia）でもあり、第19代サヴォイア伯（在位：1391年 - 1416年）、後にサヴォイア公に昇爵した（在位：1416年 - 1440年）。フランス語名アメデ8世・ド・サヴォワ（Amédée VIII de Savoie）。

## 生涯

### 初代サヴォイア公
1383年にサヴォイア伯アメデーオ7世が儲けた3人兄弟の長男として生まれた。母はフランス王子ベリー公ジャン1世の娘ボンヌ・ド・ベリー（ボナ・ディ・ベッリ）である。
アメデーオ8世が幼い時に父が死没したため、1391年に8歳で母を摂政に立てて爵位を継承した。彼の青春は母の執政と、相次ぐ親類の死去で彩られた。2人の弟たちを初めとして、サヴォイア家の男子縁者の多くが倒れ、青年期の時点でアメデーオ8世はサヴォイア家唯一の男子となった。このような状況下で親政を開始したアメデーオ8世は、一族内で分割されていたサヴォイア伯国内の領土を次々と当主の直轄領に戻し、サヴォイアを強力で集権的な国家に育て上げた。
外交にも長けており、折りしも西欧で百年戦争の真っ只中でもあった治世の中、フランス王とイングランド王、神聖ローマ皇帝などの王侯間で巧みに立ち回り、最終的に皇帝ジギスムントから帝国公爵の地位を授けられた。これによってサヴォイア伯は公爵に昇爵したと見なされた。アメデーオ8世は「温和公」（il Pacifico）の綽名で呼ばれた。

### バーゼル公会議
1431年にスイスでバーゼル公会議が開催されると、教皇エウゲニウス4世に批判的な公会議主義者が教皇支持派と対立して論争を引き起こした。1437年、教皇側が公会議を正教会と合同開催するため、イタリア（フィレンツェ公会議、もしくはフィレンツェ・フェラーラ公会議）への公会議の移転を発表するに至って遂に公会議は分裂し、教皇に従ってフィレンツェ・フェラーラ公会議に移動する者と、バーゼル公会議に残留する者とに分かれた。
バーゼルに残った急進的な公会議主義者たちは、教皇権を超える公会議の権威を主張して、教皇を公会議によって選出する制度を提唱した。これに基いて、公会議に対抗した教皇エウゲニウス4世の退位を一方的に宣言、バーゼル公会議の後ろ盾を務めていたアメデーオ8世を新たな教皇に推挙した。1439年、アメデーオ8世は公会議主義者の諸侯の要請に応じて、教皇フェリクス5世として戴冠した。公爵にして教皇となったアメデーオ8世は、サヴォイア公爵の紋章と共に教皇冠をあしらった紋章を制定、教皇の衣服と杖を身に纏って行動した。翌1440年、サヴォイア公位を子のルドヴィーコに譲る。
その後、長らく両教皇と両公会議は対立を続けていくが、エウゲニウス4世の下、フィレンツェ・フェラーラ公会議は諸々の改革を実施し、実現はしなかったもののカトリックと正教会の合同を決議するなどの成果を挙げた。一方、バーゼル公会議は思想の過激さのために信用を失墜させてしまい、加えて1443年に財政難のためにサヴォイア公国領のローザンヌへ移動した。不利になるにつれてバーゼル公会議派の諸侯が見切りをつけ始め、次第にフィレンツェ・フェラーラ公会議を支持するようになった。1449年、後を継いだ教皇ニコラウス5世によってバーゼル公会議の閉会が宣言されると、フェリクス5世もこれに従って1449年4月7日に教皇位請求権を放棄、世俗君主に戻った。
教会に対立したという事実から、しばしば後の教皇（ピウス2世など）は、アメデーオ8世を他の対立教皇達と同じく教会に背いた不信心者として批判する言説を残した。とはいえサヴォイア家にとってはその後のイタリア統一の大きな足がかりを作った中興の祖であった。その子孫である初代イタリア王ヴィットーリオ・エマヌエーレ2世によって教皇領は廃止の道をたどり、最後の世俗権力を失うことになる。

## 子供

フェリクス5世の紋章

1401年にブルゴーニュ公国を築いたヴァロワ＝ブルゴーニュ家の祖フィリップ2世（豪胆公）の娘で母の従妹でもあるマリー・ド・ブルゴーニュと結婚、9人の子供を儲け、5人が成人した。
- マルゲリータ（1405年）
- アントーニオ（1407年）
- アントーニオ（1408年）
- マリーア（1411年 - 1469年） - 1427年、ミラノ公フィリッポ・マリーア・ヴィスコンティと結婚
- アメデーオ（1412年 - 1431年） - ピエモンテ公
- ルドヴィーコ（1413年 - 1465年）  - サヴォイア公
- ボナ（1415年 - 1430年）
- フィリッポ（1417年 - 1444年） - ジュネーヴ伯
- マルゲリータ（1420年 - 1479年） - 1432年にアンジュー公・ナポリ王ルイ3世と結婚、1444年にプファルツ選帝侯ルートヴィヒ4世と再婚、1453年にヴュルテンベルク伯ウルリヒ5世と三婚。